# Phaeosolenia inconspicua
Phaeosolenia inconspicua är en svampart som först beskrevs av Berk. & M.A. Curtis, och fick sitt nu gällande namn av Donk 1962. Phaeosolenia inconspicua ingår i släktet Phaeosolenia och familjen Inocybaceae.   Inga underarter finns listade i Catalogue of Life.